# Coco (álbum de Colbie Caillat)
Coco es el álbum debut por Colbie Caillat. El álbum fue lanzado el 17 de julio de 2007 en Estados Unidos por Universal Republic, debutando en el número 5 en Billboard 200 y vendió 51 000 copias en la primera semana. El álbum fue certificado x2 Platino por RIAA con ventas en Estados Unidos de 2 000 000 unidades. El primer sencillo del álbum fue "Bubbly", el segundo fue "Realize" y el tercero fue "The Little Things", se convirtió en el último sencillo del álbum en Estados Unidos. De acuerdo a una de las fotos en el MySpace de Caillat, fue asumido que la canción "Battle" sería el cuarto y último sencillo de Coco. Por su colaboración con Jason Mraz, "Lucky", siendo lanzado como sencillo y con el lanzamiento de su segundo álbum, fue asumido que el sencillo y vídeo musical fue cancelado y toda la promoción fue enfocada en "Lucky" y su segundo álbum Breakthrough. También convirtió en el álbum mejor vendido de Colbie, a la fecha, vendiendo 2 000 000 copias en Estados Unidos y más de 3 000 000 copias en todo el mundo. Caillat apoyó el álbum con la gira Coco World Tour.

## Lista de canciones
| N.º | Título              | Duración |  |
| 1.  | «Oxygen»            | 3:51     |  |
| 2.  | «The Little Things» | 3:45     |  |
| 3.  | «One Fine Wire»     | 3:36     |  |
| 4.  | «Bubbly»            | 3:16     |  |
| 5.  | «Feelings Show»     | 3:09     |  |
| 6.  | «Midnight Bottle»   | 3:40     |  |
| 7.  | «Realize»           | 4:05     |  |
| 8.  | «Battle»            | 4:04     |  |
| 9.  | «Tailor Made»       | 4:29     |  |
| 10. | «Magic»             | 3:24     |  |
| 11. | «Tied Down»         | 3:06     |  |
| 12. | «Capri»             | 2:57     |  |

Bonus Tracks
1. "Older" (iTunes Bonus Track) - 3:35
2. "Dreams Collide" (Edición Especial Reino Unido) - 4:04

Edición Deluxe Reino Unido
1. "Tell Him (En vivo)" - 4:53
2. "Somethin' Special" (Beijing Olympic Mix) - 3:06
3. "Turn Your Lights Down Low (En vivo)"   	  	5:57
4. "Bubbly (Versión Acústica)" - 3:33
5. "Magic (Piano Versión)" - 3:20
6. "Dreams Collide" - 4:04

Coco: Summer Sessions (iTunes - EP) / Edición Deluxe
1. "Tell Him (En vivo)" - 4:53
2. "Brand New Me" - 3:21
3. "Somethin' Special" (Beijing Olympic Mix) - 3:06
4. "Circles" - 3:53
5. "Hoy Me Voy" (con Juanes) - 3:25
6. "Turn Your Lights Down Low (En vivo)"   	  	5:57
7. "Magic (Piano Versión)" - 3:20
8. "Bubbly (Versión Acústica)" - 3:33

## Recepción
Las críticas del álbum fueron mixtas. AllMusic dijo "ella canta sobre cosas simples de todos los días de una manera modesta, dejando que sus melodías y el encanto de la chica-de-la-puerta-de-al-lado lleve el día." Chuck Arnold (de la revista People) dijo que "a pesar de que el comienzo de las canciones comienzan a mezclarse, esta chica de California mantiene los sonidos venir." Caryn Ganz (de Rolling Stone) dijo que Caillat tiene "un swing del alma, pero más de una docena de melodías suaves, sonidos, es difícil su precisar." Capri es la única canción escrita solo por Caillat. También fue presentada en la película Stephanie Daley.

## Lanzamiento
| Región         | Fecha                |
| -------------- | -------------------- |
| Estados Unidos | 17 de julio de 2006  |
| Reino Unido    | 19 de agosto de 2007 |
| Europa         | 14 de marzo de 2008  |

## Posiciones
| Lista(2007)                      | Posición | Certificación | Ventas    |
| -------------------------------- | -------- | ------------- | --------- |
| U.S. Billboard 200               | 5        | 2× Platino    | 2,070,920 |
| UK Albums Chart                  | 44       | —             |           |
| French Album Chart               | 15       | Oro           | 75,000+   |
| Norwegian Album Chart            | 6        | —             |           |
| Danish Album Chart               | 8        | —             |           |
| Swedish Album Chart              | 15       | —             |           |
| Dutch Album Chart                | 11       | —             |           |
| New Zealand RIANZ Albums Chart   | 12       | —             |           |
| Australian ARIA Albums Chart     | 13       | Oro           | 35,000+   |
| German Albums Chart              | 15       | —             |           |
| Swiss Albums Chart               | 23       | Oro           | 15,000+   |
| Greek International Albums Chart | 30       | —             |           |
| Portuguese Albums Chart          | 12       | —             |           |
| Austrian Albums Chart            | 26       | —             |           |